# Лайман (лунный кратер)
Кратер Лайман (лат. Lyman)  — большой ударный кратер в южном полушарии обратной стороны Луны. Название присвоено в честь американского физика Теодора Лаймана (1874—1954) и утверждено Международным астрономическим союзом в 1970 г. Образование кратера относится к позднеимбрийскому периоду.

## Описание кратера

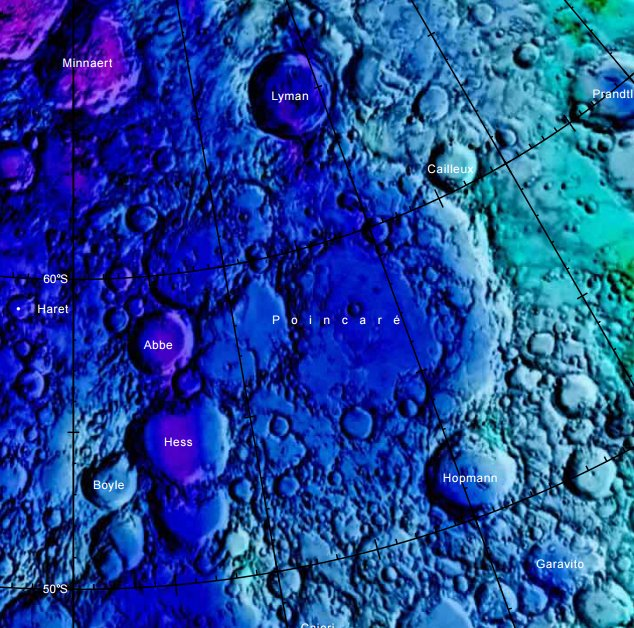
Окрестности кратера Лайман. Фрагмент карты области южного полюса Луны.

Ближайшими соседями кратера являются кратер Кейо на северо-западе; огромный кратер Пуанкаре на севере; кратер Аббе на северо-востоке и кратер Миннарт на востоке-юго-востоке. Селенографические координаты центра кратера 64°58′ ю. ш. 162°28′ в. д. / 64,96° ю. ш. 162,47° в. д., диаметр 83,3 км, глубина 2,8 км.
Кратер Лайман имеет полигональную форму и практически не подвергся разрушению. Вал с четко очерченной острой кромкой, внутренний склон вала с явно выраженной террасовидной структурой, у подножья внутреннего склона видны следы обрушения. Высота вала над окружающей местностью достигает 1380 м, объем кратера составляет приблизительно 6600 км³.  Дно чаши относительно ровное, с множеством холмов. В центре чаши расположен массивный центральный пик состоящий из анортозитового норита (AN) и норита (N).

## Сателлитные кратеры
| Лайман | Координаты                                              | Диаметр, км |
| ------ | ------------------------------------------------------- | ----------- |
| P      | 67°04′ ю. ш. 158°33′ в. д. / 67,07° ю. ш. 158,55° в. д. | 13,2        |
| Q      | 68°12′ ю. ш. 156°31′ в. д. / 68,2° ю. ш. 156,51° в. д.  | 83,2        |
| T      | 64°17′ ю. ш. 156°07′ в. д. / 64,28° ю. ш. 156,11° в. д. | 59,3        |
| V      | 62°44′ ю. ш. 152°53′ в. д. / 62,74° ю. ш. 152,88° в. д. | 37,2        |

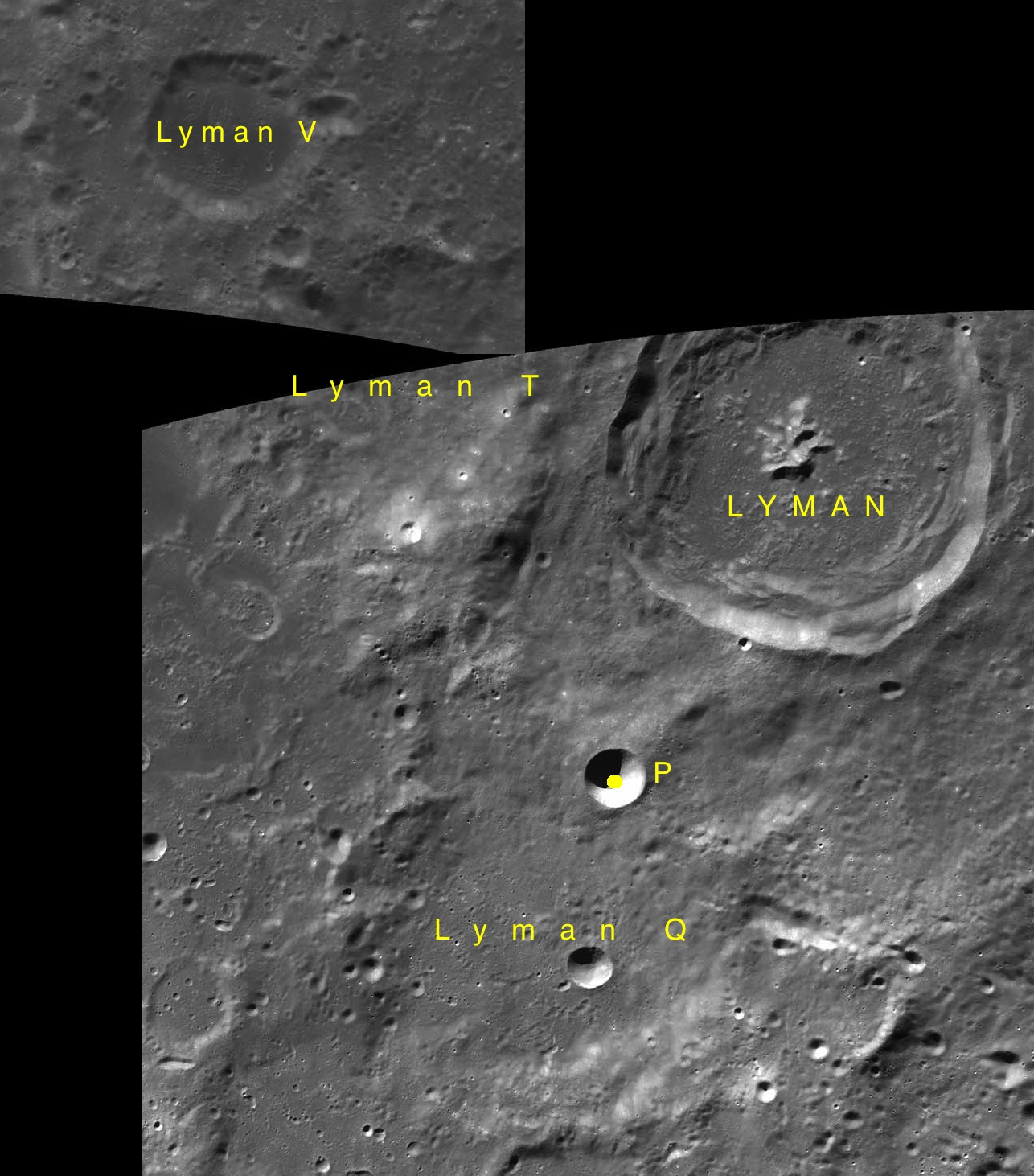
Фрагменты карт LAC-131, LAC-141.

- Образование сателлитного кратера Лайман V относится к нектарскому периоду[1].

## См.также
- Список кратеров на Луне
- Лунный кратер
- Морфологический каталог кратеров Луны
- Планетная номенклатура
- Селенография
- Минералогия Луны
- Геология Луны
- Поздняя тяжёлая бомбардировка